# Kościół św. Krzyża i klasztor Bonifratrów w Wilnie
Kościół św. Krzyża i klasztor Bonifratrów w Wilnie – kościół położony przy placu S. Daukanto aikšte (przed 1945 – plac Napoleona). Wybudowany w stylu barokowym ok. 1635 dla zakonu bonifratrów. Obecnie należy do zakonu sióstr Niepokalanego Poczęcia Najświętszej Maryi Panny.

## Historia
Historia kościoła sięga 1543, kiedy to biskup łucki (i późniejszy wileński) Paweł Algimunt Holszański, zbudował kaplicę nad uznawanym za cudowne źródełkiem, nawiązującym z kolei do popularnej legendy o męczeńskiej śmierci pierwszych franciszkanów w Wilnie w 1345.
Sto lat po wzniesieniu kaplicy biskup Abraham Woyna zbudował przy niej szpital a do opieki nad chorymi sprowadził zakon bonifratrów. Zakonnicy przybyli w 1635, rozebrali kaplicę i wznieśli na jej miejscu niewielki kościół, który spłonął w pożarze w 1737.
W 1748 kościół został odbudowany; wzniesiono wówczas fasadę z dwiema wieżami i frontonem. Przed fasadą zbudowano kruchtę nakrytą pulpitowym dachem. Z niewielkimi zmianami kościół przetrwał do dziś.
W chwili I rozbioru Polski w wileńskim konwencie żyło 14 bonifratrów. Prowadzili oni szpital aż do kasaty zakonu w 1843. Leczył się w nim m.in. hrabia Eustachy Tyszkiewicz.
W 1906 przeprowadzono gruntowny remont kościoła; przesklepiono wnętrze kolebką i pokryto ją sztukaterią. Postawiono nowy ołtarz główny, obok istniejących XVIII-wiecznych ołtarzy bocznych.
W 1924 bonifratrzy powrócili do Wilna i w klasztorze otworzyli przytułek dla starców i jadłodajnię dla ubogich.
Z wybuchem drugiej wojny światowej zakon bonifratrów opuścił Wilno. W 1947 kościół zajęły siostry zakonu Niepokalanego Poczęcia Najświętszej Maryi Panny. Po 1949 decyzją władz komunistycznych kościół i klasztor zostały zamknięte. Budynek klasztoru przebudowano na mieszkania.
W 1976 kościół przekazano we władanie filharmonii wileńskiej i urządzono w nim salę koncertową.
W 1984 na skwerze pobliżu kościoła postawiono wykonany przez Vladasa Vildziunasa pomnik zasłużonego dla Wilna architekta Wawrzyńca Gucewicza (1753-1798).
Po odzyskaniu przez Litwę niepodległości w 1990 świątynię zwrócono kościołowi katolickiemu. Do kościoła ponownie sprowadziły się siostry zakonu Niepokalanego Poczęcia Najświętszej Maryi Panny.
W 2002 kościół został odnowiony.

## Architektura

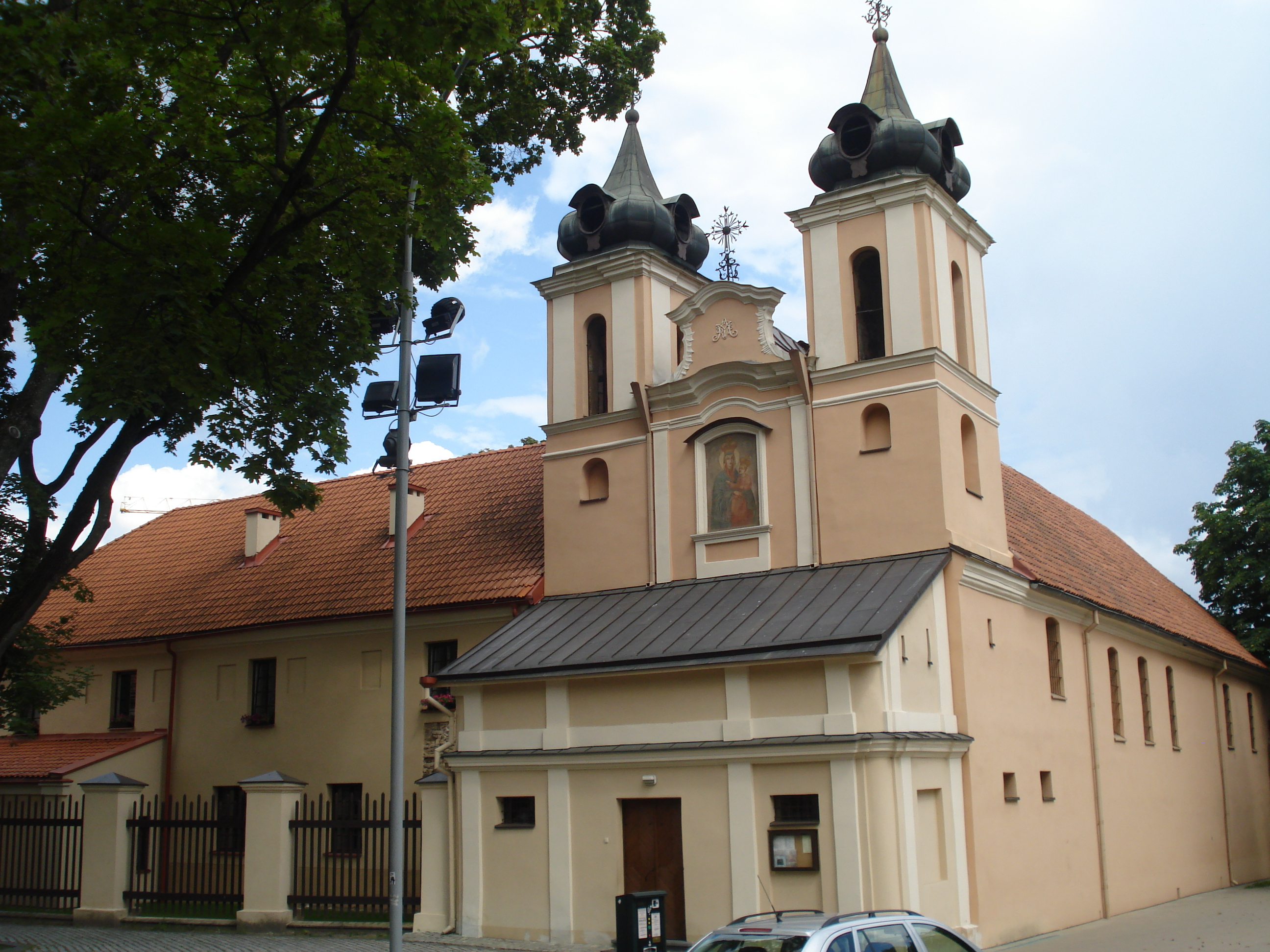
Kościół św. Krzyża i były klasztor bonifratrów

Kościół św. Krzyża jest niewielką budowlą, odznaczającą się niezwykłą prostotą formy. Fasada, podzielona w pionie i w poziomie na trzy części i akcentowana skromnymi lizenami i gzymsami, ujęta została w dwie rokokowe wieżyczki, zwieńczone niewielkimi hełmami z lukarnami. Fronton i wieżyczki zdobią trzy wielkie, metalowe krzyże o delikatnej ornamentyce.
Do fasady przylega wydatna kruchta, nad którą umieszczony jest obraz Matki Boskiej, będący kopia obrazu znajdującego się wewnątrz świątyni.
Wnętrze świątyni jest jednonawowe, o nisko zawieszonym sklepieniu. Wyposażone w trzy niewielkie ołtarze o wystroju barokowym. W głównym ołtarzu, sięgającym aż do sklepienia, znajduje się obraz Matki Boskiej Śnieżnej zwany też „Matką Boską Bonifraterską” i krucyfiks. W kościele bije nadal, uważane za cudowne, źródełko.
Do kościoła przylegają zabudowania klasztorne. W ich wschodniej części znajduje się gotycka kaplica; według przypuszczeń wzniesiona na tym miejscu przez biskupa Holszańskiego.

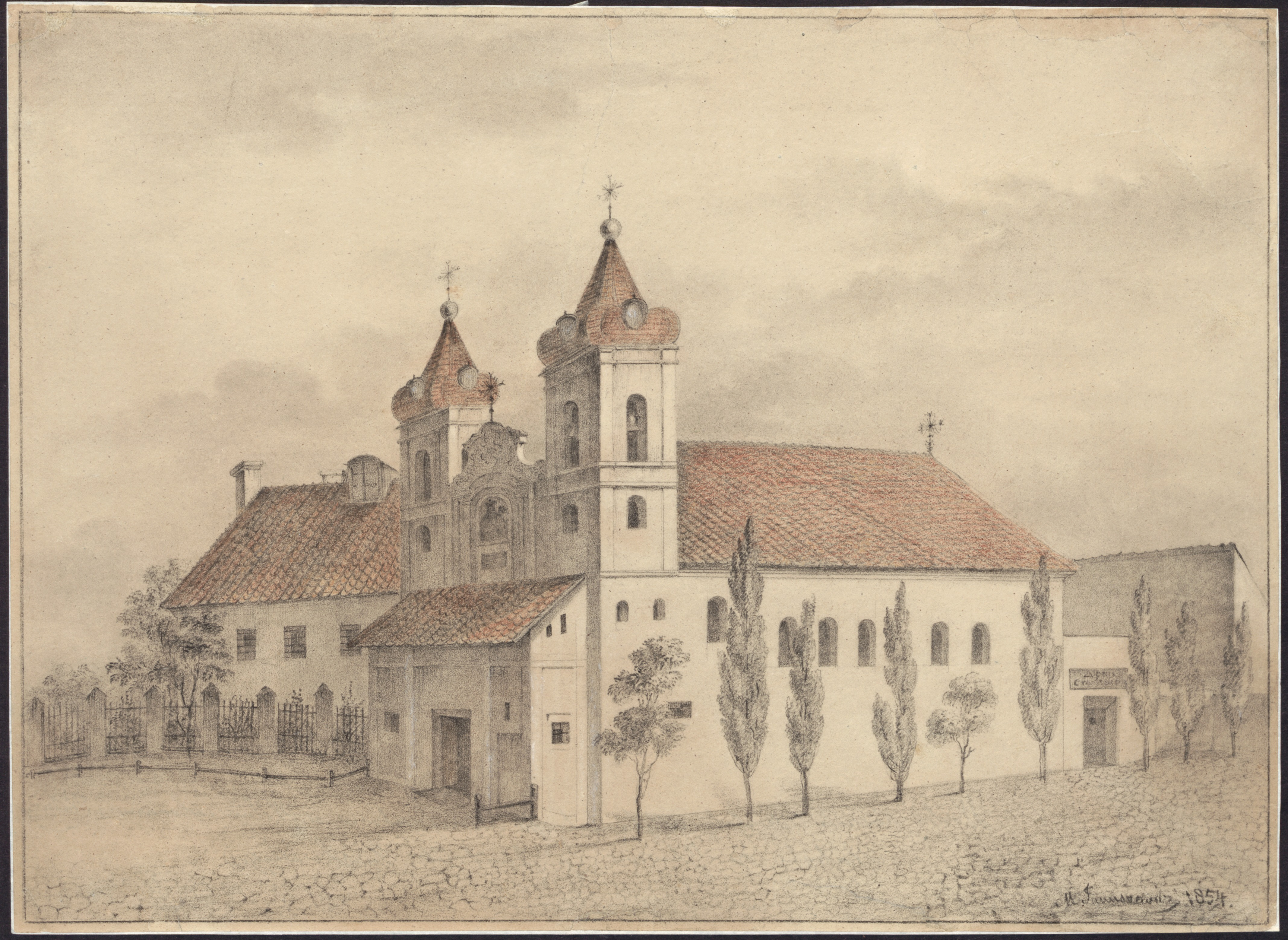
1854
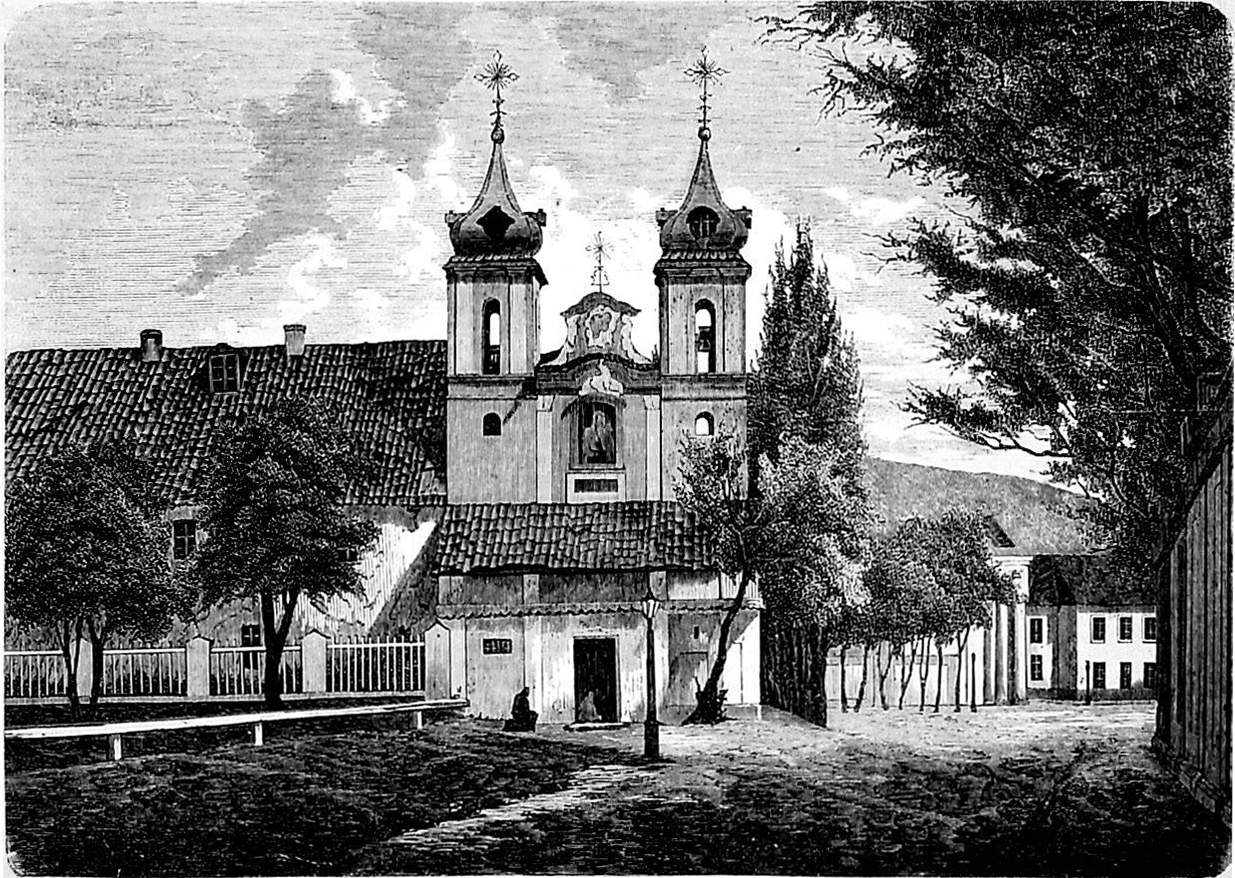
1863
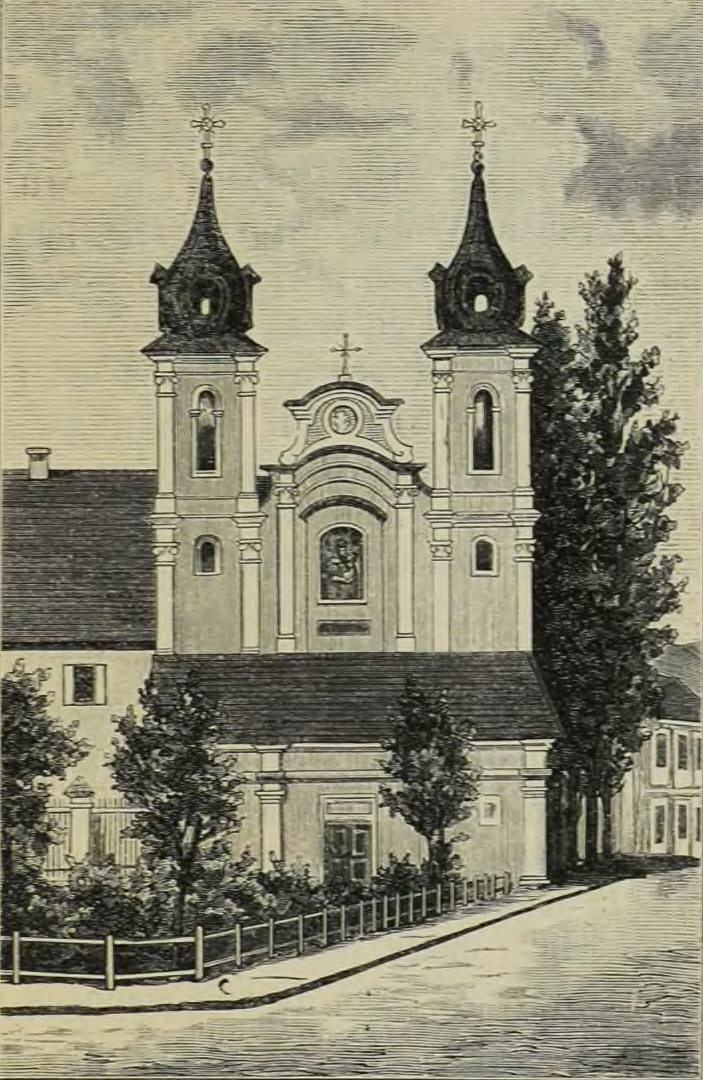
1911
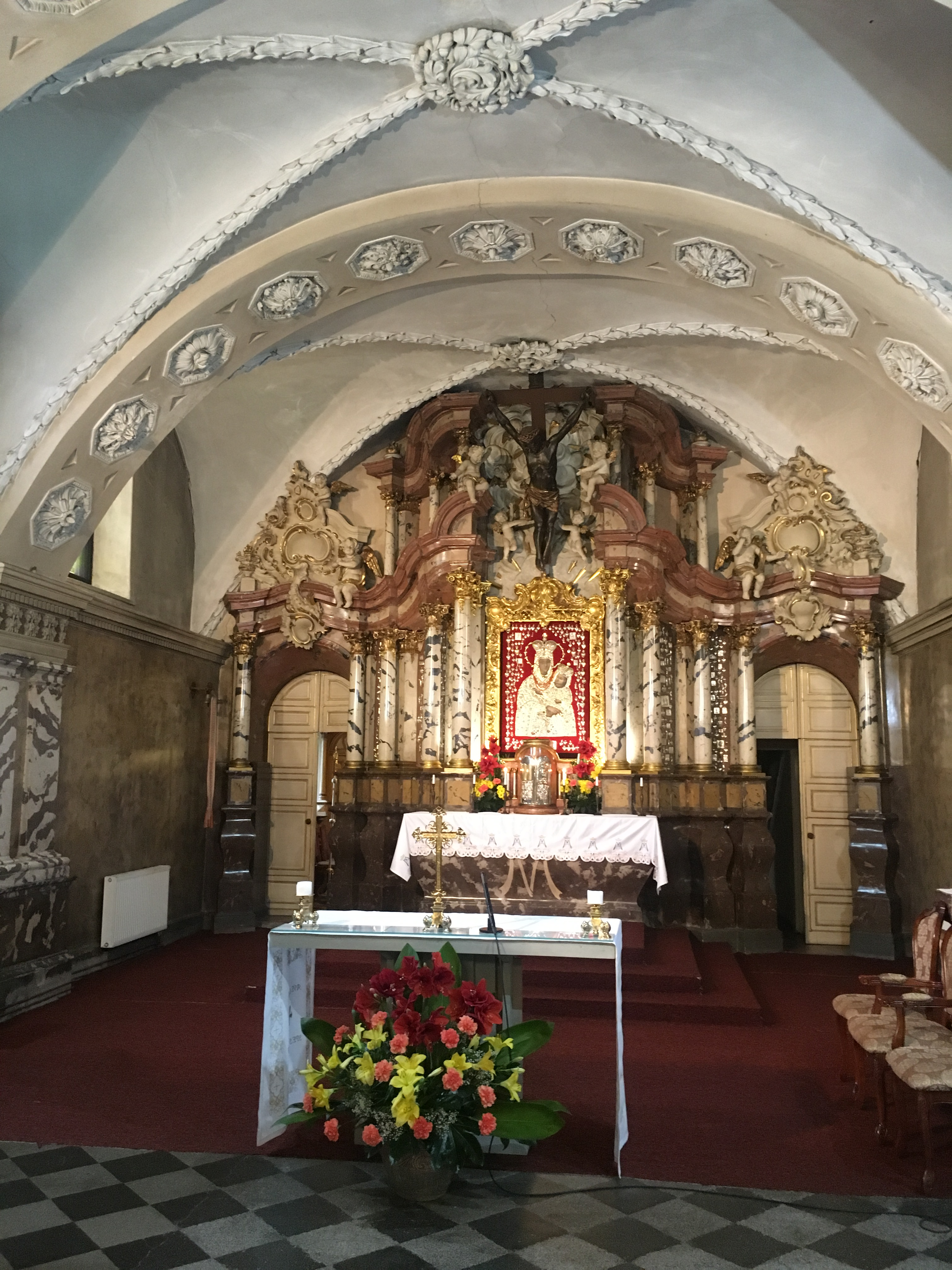
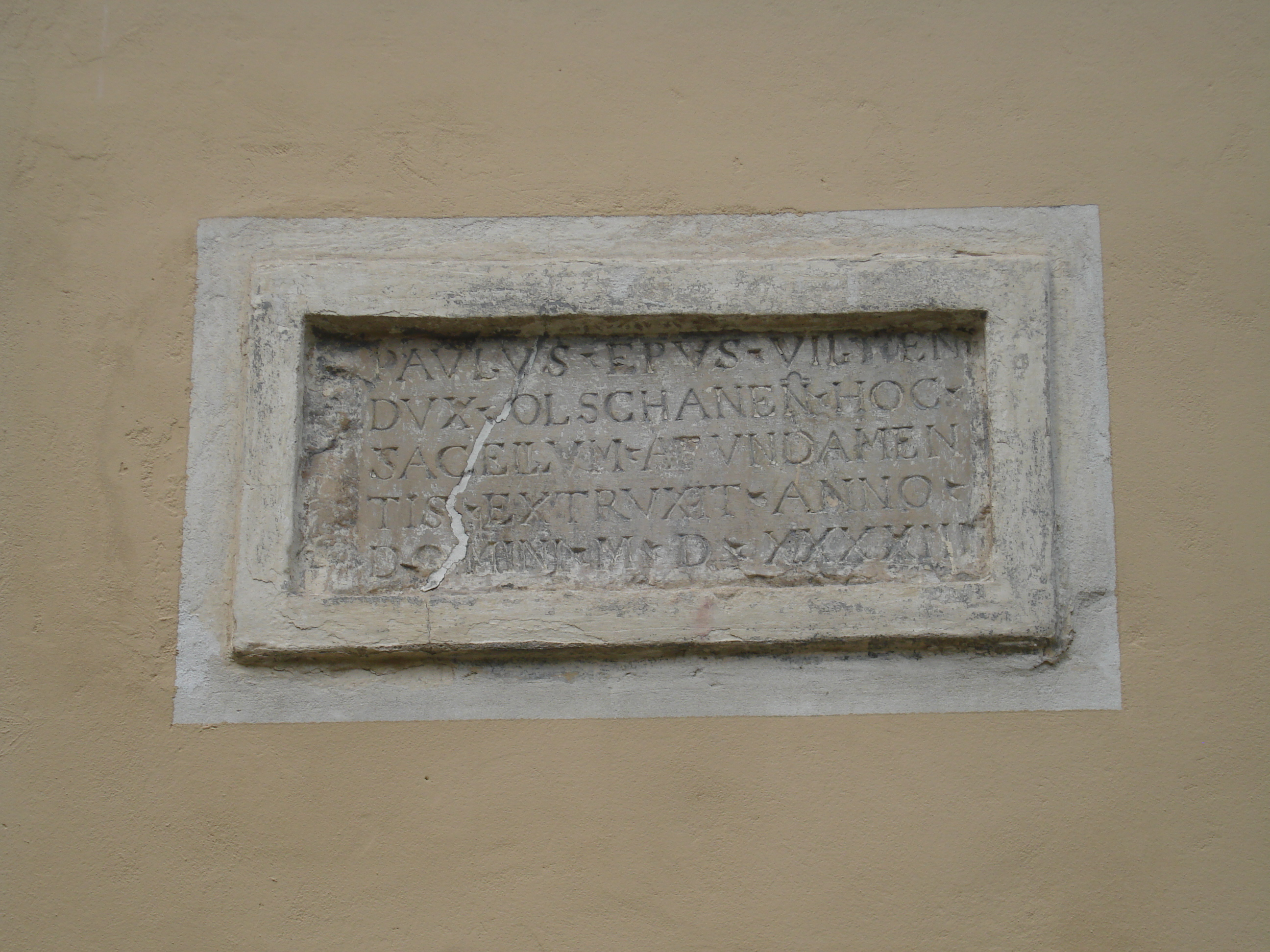
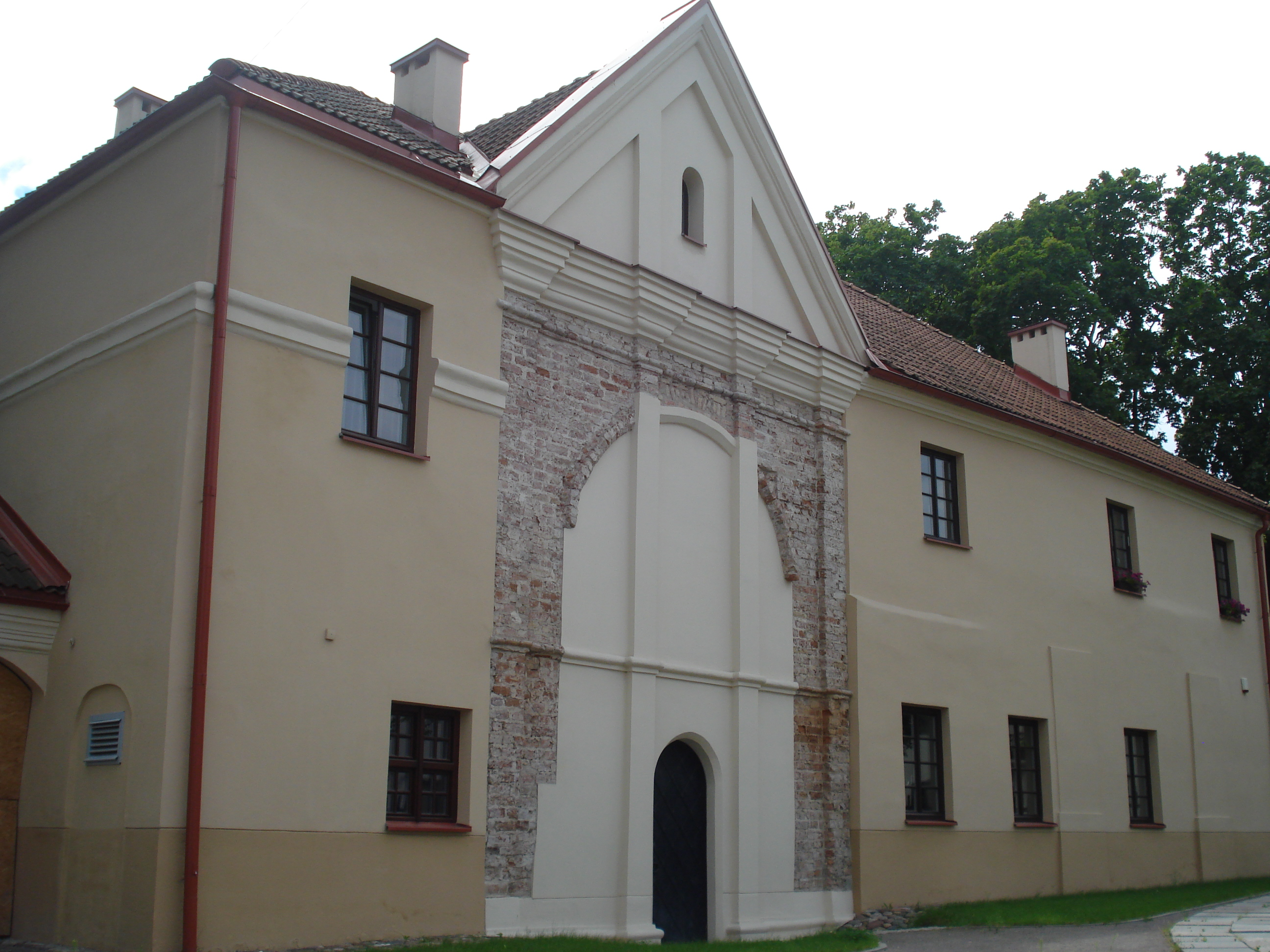
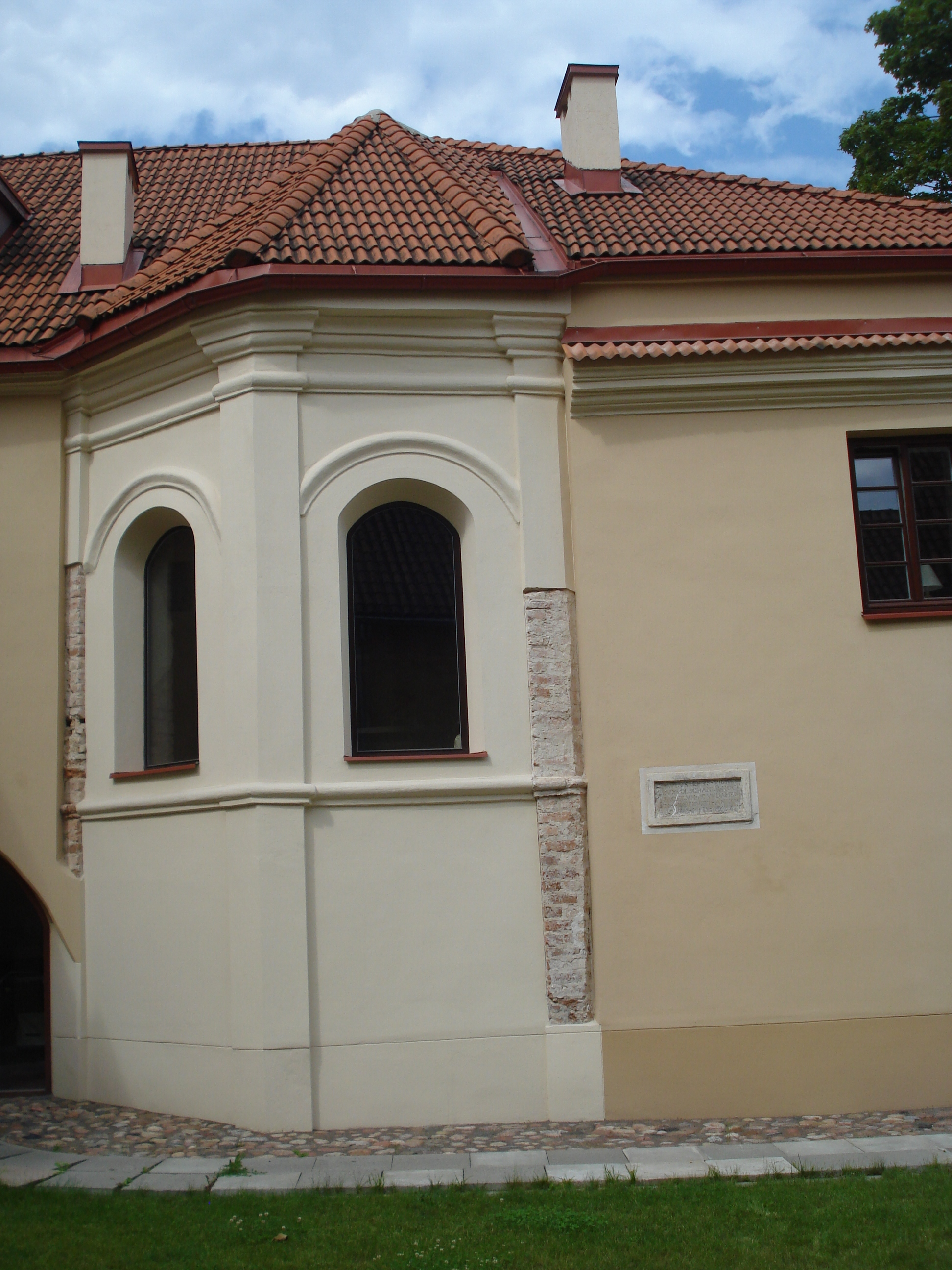